# مادلين دانسيرو
مادلين دانسيرو هي مربية وفنانة كندية، ولدت في 1922، وتوفيت في 20 مارس 1991.